# Outcome
Das Outcome (oder Therapieergebnis, Behandlungsergebnis) ist ein positives oder negatives Resultat einer therapeutischen oder präventiven Intervention und im erweiterten Kontext auch der Effekt einer Exposition. Die Betrachtung des Outcomes ist von Bedeutung bei klinischen Studien, in der Qualitätssicherung und der Gesundheitsökonomie.

## Terminologie
Die Begriffe „Therapieerfolg“ oder „Behandlungserfolg“ haben eine positive Tendenz, da das Wort „Erfolg“ enthalten ist. Mit „Therapieergebnis“ oder „Outcome“ existieren neutralere Synonyme. Im Deutschen kann „Outcome“ sowohl als Maskulinum (der Outcome) als auch als Neutrum (das Outcome) genutzt werden. Der Begriff „Outcome“ hat im medizinischen Kontext eine abweichende Bedeutung von den Begriffen „Erfolg“, „Effekt“, „Nutzen“, „Wirkung“ oder „Prognose“.

## Klinische Studien
Die Betrachtung des Behandlungsergebnisses hilft dabei, die Wirksamkeit und Eignung von medizinischen Eingriffen zu ermitteln und in Relation zu Alternativen, insbesondere zum Nichteingriff, zu evaluieren. In klinischen Studien wird als Studienziel und Endpunkt immer ein mögliches Behandlungsergebnis definiert und untersucht. Dies können beispielsweise die Überlebensrate, Rezidivfreiheit oder biochemische Variablen sein. Auch hermeneutische Endpunkte wie beispielsweise Lebensqualität, Erwartungen oder Coping können das Outcome sein.

## Outcomeforschung
Die Outcomeforschung konzentriert sich in der klinischen Forschung auf die Ergebnisse von Maßnahmen im Gegensatz zu deren Strukturen und Prozessen. Der Begriff „Outcomestudie“ wird oft auf beschreibende Versorgungsstudien und die Analyse von Routinedaten angewendet.

## Onkologie
Das Endergebnis einer Krebsbehandlung wird im deutschsprachigen medizinischen Schrifttum besonders häufig mit Outcome bezeichnet. An Stelle der Surrogatparameter oder einer intuitiven Beschreibung des Falles („geheilt“/„nicht geheilt“ o. ä.) soll eine möglichst genau definierte Beschreibung der Gesamtsituation treten. Dies ist vor allem für Studien und für Krebsregister notwendig.
Die gängigen Kürzel und ihre Definitionen stammen ursprünglich aus dem US-amerikanischen Centralized Cancer Patient Data System (CCPDS, 1977) und dem International Cancer Patient Data Exchange System (ICPDES, 1977). In Deutschland gibt es seit 1979 die an der Universität Gießen entwickelte Basisdokumentation für Tumorkranke (zuletzt aktualisiert 1999). Moderne Kriterienkataloge legen tumorspezifisch sehr detaillierte Kriterien insbesondere für die Heilung (Remission) fest.
Die Kürzel R0-2 werden nach Operationen verwendet, CR/PR/NC/PD nach Strahlen- oder Chemotherapien.
- R0 = Postoperativ (resected) ist der Patient vollständig tumorfrei. Mikroskopisch muss der Saum des Resektates frei von Krebszellen sein. Synonym ist free of tumor, FT.
- R0b = Postoperativ noch erhöhter Tumormarker
- R1 = Mikroskopisch ist der Rand des Resektates nicht frei von Krebsgewebe.
- R2 = Makroskopische (mit bloßem Auge sichtbare) Tumoranteile konnten nicht entfernt werden.
- CR = Vollremission (complete remission); Tumor durch Strahlen- oder Chemotherapie vollständig zerstört (in der Regel genügt der Nachweis mit bildgebenden Verfahren), Symptome rückgebildet, Tumormarker normalisiert. Die Remission muss mindestens einen Monat anhalten.
- VGPR = Very good partial remission. Minimale Tumorzeichen (z. B. ein erhöhter Tumormarker, oder zirkulierende Tumorzellen im Patientenblut) sind noch nachweisbar. Synonym minimal signs of disease.
- PR = Teilremission (partial remission) liegt vor, wenn mindestens 50 % der Tumormasse rückgebildet sind. Gelegentlich wird in Studienprotokollen auch eine Rückbildung des Tumordurchmessers auf 50 % verwendet. Die besonders exakten RECIST-Kriterien fordern eine 30 % Verminderung der Summe der größten Durchmesser aller Targetläsionen (bis zu fünf Metastasen pro Organ).
- MR = Minimale Remission, minimal response: mindestens 25, aber weniger als 50 % der Tumormasse sind rückgebildet.
- NC = Keine Veränderung (no change), bzw. Änderung der Tumormasse um weniger als 25 %.
- PD = Progression (progressive disease): Tumormasse hat um mehr als 25 % zugenommen, oder es sind neue Krebsherde aufgetreten. RECIST-Kriterien: Die Summe der größten Durchmesser aller Targetläsionen hat um mindestens 20 % zugenommen. PPD (primarily progressive disease) kann verwendet werden, um von einer Progression nach vorausgegangener Remission zu unterscheiden.
- Lokale Kontrolle bedeutet eine Remission oder wenigstens unveränderte Größe des Haupttumors, unabhängig von einer möglichen Metastasierung. Eine Therapie kann durchaus als palliativ erfolgreich bewertet werden, wenn sie lokale Kontrolle erreicht, ohne die Metastasierung aufzuhalten, etwa bei schmerzhaften Tumoren der Halsregion.